# Areial
Areial este un oraș în Paraíba (PB), Brazilia. 